# Station Chorin
Station Chorin (Duits: Bahnhof Chorin) is een treinstation in de Duitse plaats Chorin. Het station ligt aan de spoorlijn Berlijn - Szczecin.
Het station werd geopend in 1 september 1902. Het stationsgebouw werd echter pas gebouwd in 1920. Dit gebouw is anno 2024 nog steeds in gebruik. In 2007 en 2008 werd het station gerenoveerd, nadat het stationsgebouw in verval was geraakt en zelfs gesloopt dreigde te gaan worden.